# Dům v sadu (Kyje)

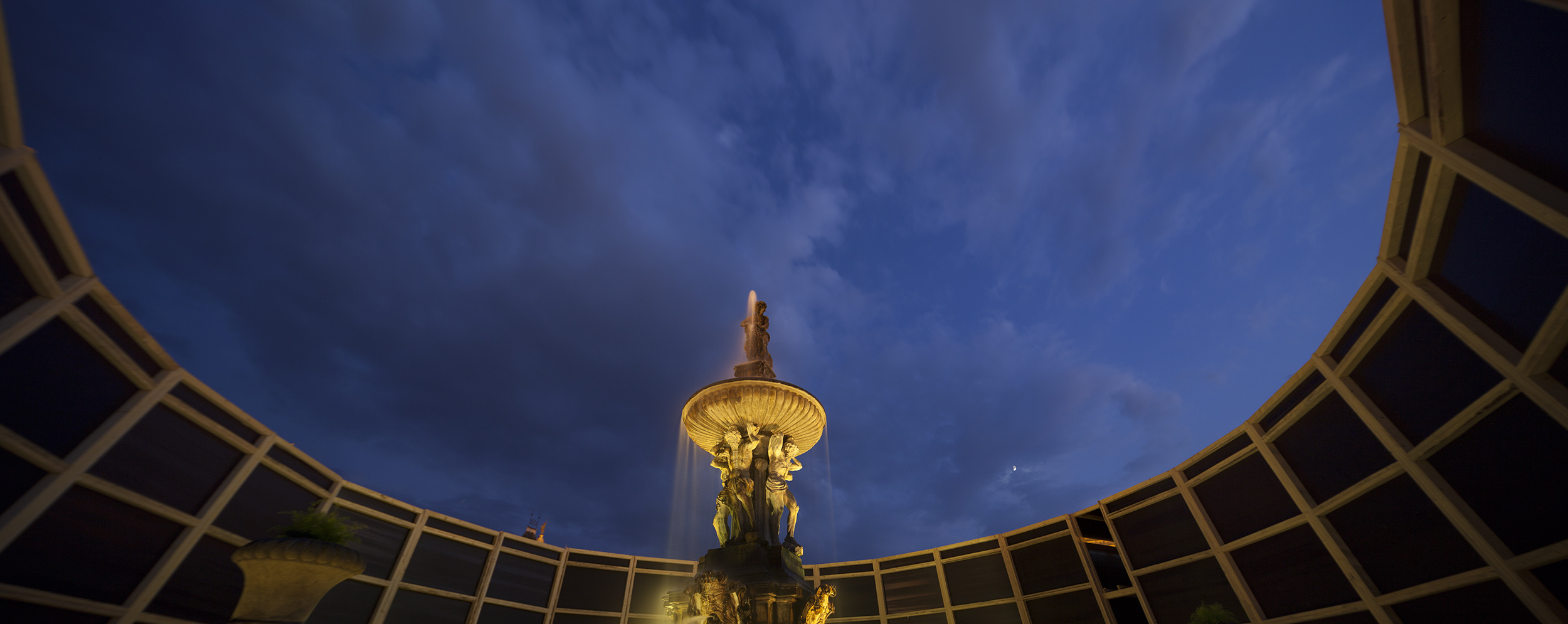
Dílo „Vnímání“ vystavené na náměstí Přemysla Otakara II. v Českých Budějovicích na podzim 2016

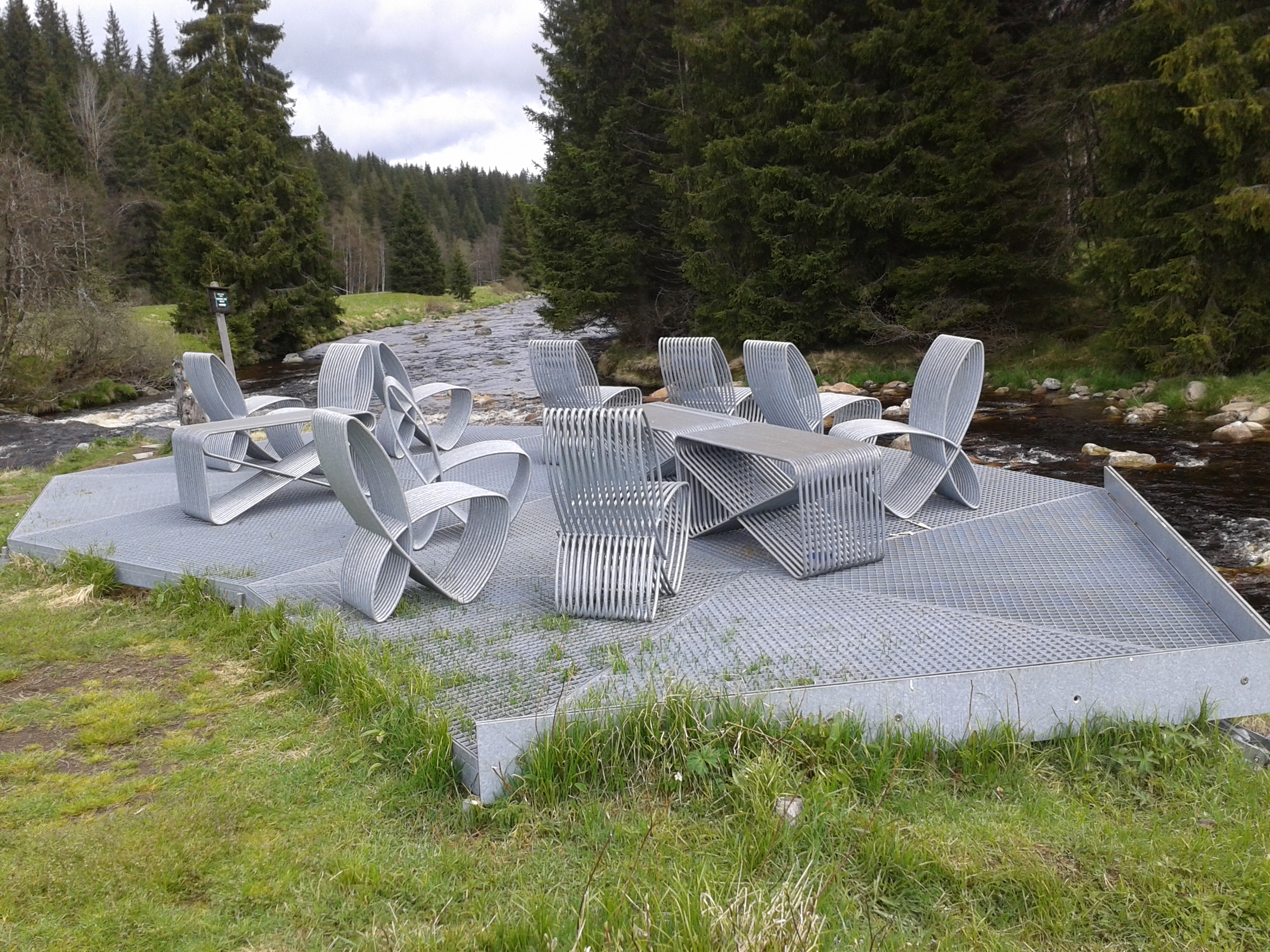
2009–2010: „Pokoj v krajině“, Modrava

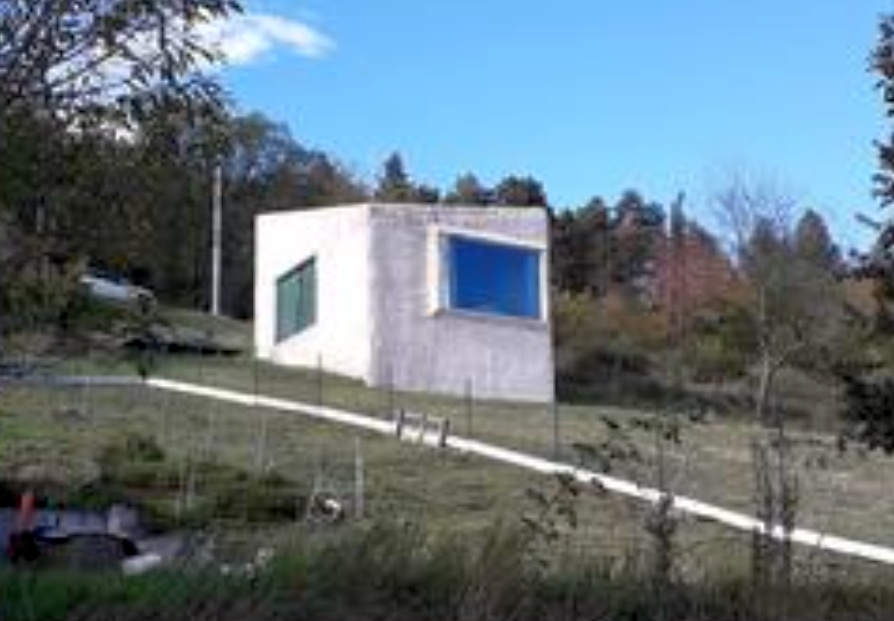
2000–2009: „Vila Hermína“, Černín

Obytný dům v sadu v pražských Kyjích má za základ stavební půdorys ve tvaru kruhu, který na jižní straně přechází do podoby dvou čtverců. Byl vybudován na pozemku, který se svažuje k severu, nedaleko říčky Rokytky v Praze–Kyjích. Celý spočívá na železobetonové desce, jež je nad terénem podpírána jedinou betonovou „nohou“. V roce 2016 byla realizace tohoto obytného „domu v sadu“ nominována za Českou republiku na evropskou cenu Mies van der Rohe.

## Popis
Začlenění maloobjemového rodinného domku do sadu mezi šestici vzrostlých stromů ovlivnilo koncept tohoto „domu v sadu“ a zahrada, orientace jakož i svažitost pozemku pak implikovaly i tvar a celkové dispoziční řešení stavby.

### Obývací pokoj
Obývací pokoj je situován na sever a pohled z něj směřuje do údolí k Rokytce. Osvětlení obývacího prostoru (s výškou přes tři podlaží) denním světlem je zajištěno jižně orientovaným oknem umístěným ve vrchním světlíku, jenž je součástí tohoto velkoryse řešeného obýváku. K umělému osvětlení obývacího prostoru (a dalších místností) byly v podlaze připraveny zásuvky určené pro napájení stojacích lamp. Obývací pokoj – ústřední bod celého objektu – byl zařízen speciálně navrženým stolem a křesílky.

### Další členění interiéru
Další pokoje (orientované na východ a jih), kuchyň a sociální zázemí stavby jsou vybudovány v „místě čtvercových částí“ půdorysu domu. V domě jsou, kromě obývacího pokoje, ještě dvě ložnice, dvě koupelny, kuchyň a ve vrchním světlíku pak malá pracovna. V koupelnách a ložnicích jsou (pro zajištění umělého osvětlení) ve skříních zapuštěné LED pásky, jenž je možno rozsvítit pomocí vypínačů. Součástí architektonického návrhu byly i vestavěné skříně. Koupelny, kuchyň a pracovna byly v prvotní realizační fázi (dle architektonického návrhu) vybaveny jen základním nábytkem.

### Vytápění
Na podlaze je litá stěrka, pod níž se skrývá elektrické podlahové topení. Objekt lze ale také vytápět krbovými kamny.

### Konstrukce objektu

#### Dřevostavba
Dům byl navržen jako dřevostavba (její dřevěná konstrukce je v interiéru – na stěnách i stropech – plně přiznána) z vnější strany zateplená polyuretanem s vrchním ochranným nástřikem proti vodě. Stavba má (hruškovitě) nepravidelný tvar, jenž byl nejprve aproximován rovinnými trojúhelníkovitými plochami. Tím bylo dosaženo potřebné statické tuhosti dřevěné konstrukce domu. Současně tyto plochy umožnily i vložení březových překližkových desek. Mimořádné pečlivosti si zasloužila dřevěná konstrukce rodinného domu, jenž byla kompletně celá designována (připravena) v počítači a následně pak jednotlivé její prvky – trámky – byly přesně vyrobeny na 3D fréze. Při realizaci stavby obytného domu na staveništi pak byla celá konstrukce objektu seskládána z takto předem přesně zhotovených trámků obdobně „jako dětská stavebnice“.

#### Založení
Dřevostavba je vybudovaná na železobetonové desce (založení), která je s prudkým svahem zahrady spojena jedinou, relativně vysokou betonovou „nohou“. Vstup do domu zajišťuje (z jižní strany) ocelová lávka, která zároveň vytváří statické zavětrování celé konstrukce domu. Z pohledu architektury nemá tento obytný dům představovat nic konkrétního, tedy ani „strom“, „houbu“ nebo dokonce „domek na kuří nožce“. Základním požadavkem byla minimalizace nákladů, které bylo dosaženo tím, že finančně poměrně nákladné zakládání stavby ve svahu bylo nahrazeno betonovou „nohou“ a ocelovou lávkou, čímž došlo k úspoře asi 500 tisíc Kč.

## Vybrané údaje
- Autor: Šépka architekti (Jan Šépka)[3]
- Spolupráce: Vítězslav Kůstka, Jan Kolář[3]
- Projekt: rok 2011[3]
- Realizace: roky 2014 až 2016[3] (stavba dřevostavby trvala pouhé dva měsíce[4])
- Užitná plocha obytného domu: 80 m2[3][4]
- Obestavěný prostor: 342 m3[3]